# Richard Laming
Richard Laming (* um 1798; † 3. Mai 1879 in Arundel (West Sussex)) war ein englischer Arzt, Naturforscher, Erfinder, Chemiker und Industrieller.
Seine Herkunft ist unsicher. 1825 qualifizierte er sich für die Mitgliedschaft in der Royal College of Surgeons, und er gründete eine Praxis in London. Zwischen 1838 und 1851 beschäftigte er sich auch mit Elektrizität und veröffentlichte Hypothesen über die elektrische Zusammensetzung der Atome, wobei er als einer der Ersten von Teilchen mit einer kleinsten und unteilbaren elektrischen Ladung ausging (s. Elementarladung). 1838 zog er für ein Jahrzehnt nach Paris, wo man ihn als Sonderling ansah. Nach seiner Rückkehr widmete er sich der Chemie und arbeitete in der Leuchtgas-Industrie.
Er erhielt mehrere Patente:
- 1844: Verbesserungen bei der Reinigung und Anwendung von Ammoniak
- 1847: ein kontinuierlicher Rekuperator
- 1850: Laming-Prozess, eine Methode zur Entfernung von Schwefelwasserstoff und Kohlendioxid aus Leuchtgas mit der Laming'schen Masse[1]
- 1861: Verbesserungen in der Produktion von Alkalikarbonat-Lösungen

## Veröffentlichungen
- On the Primary Forces of Electricity; 1838
- Observations on a Paper by Prof. Faraday Concerning Electrical Conduction and the Nature of Matter; 1845
- Matter and Force: An Analytical and Synthetical Essay on Physical Causation; 1851
- A New View of Electrical Action; 1858
- God in second causes: a physical principia; 1873
- The Spirituality of Causation: A Scientific Hypothesis; 1874